# مکعب جیبی

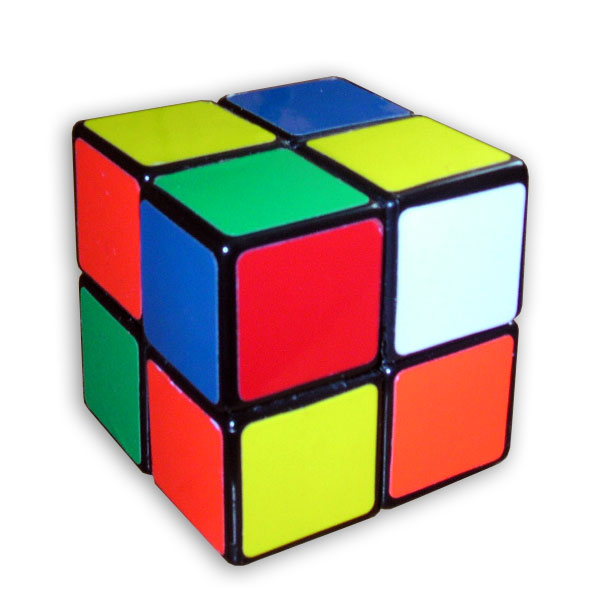
یک مکعب جیبی به‌ هم ریخته شده (دارای طرح رنگ ژاپنی)

مکعب جیبی (همچنین شناخته شده با عنوان مکعب روبیک ۲×۲×۲ یا مکعب کوچک) یک نسخه ۲×۲×۲ از مکعب روبیک است. این مکعب از ۸ تکه تشکیل شده است که همان گوشه‌ها هستند.

## تاریخچه

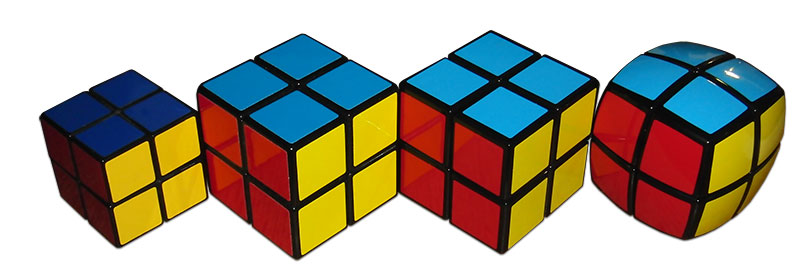
نسخه‌های حل شده، از چپ به راست: مکعب جیبی اصلی، مکعب ایستشین، وی-کیوب ۲، وی-کیوب ۲بی

در مارس ۱۹۷۰، لری دی. نیکولز یک پازل ۲×۲×۲ «پازل با قطعات قابل چرخش در گروه‌ها» را اختراع کرد و یک درخواست ثبت اختراع کانادایی برای آن ثبت کرد. مکعب نیکولز با آهن‌ربا در کنار هم نگه‌داشته شد. نیکولز در ۱۱ آوریل ۱۹۷۲، دو سال قبل از اینکه روبیک مکعب خود را اختراع کند، U.S. Patent ۳٬۶۵۵٬۲۰۱ را دریافت کرد.
نیکولز حق ثبت اختراع خود را به کارفرمایش شرکت تحقیقاتی مولکولون. واگذار کرد که در سال ۱۹۸۲ از آیدیل شکایت کرد. در سال ۱۹۸۴، آیدیل دعوای نقض حق اختراع را باخت و تجدیدنظر کرد. در سال ۱۹۸۶، دادگاه تجدیدنظر این حکم را تایید کرد که مکعب جیبی ۲×۲×۲ روبیک حق ثبت اختراع نیکولز را نقض می‌کند، اما حکم در مورد مکعب ۳×۳×۳ روبیک را لغو کرد.

## روش‌های حل

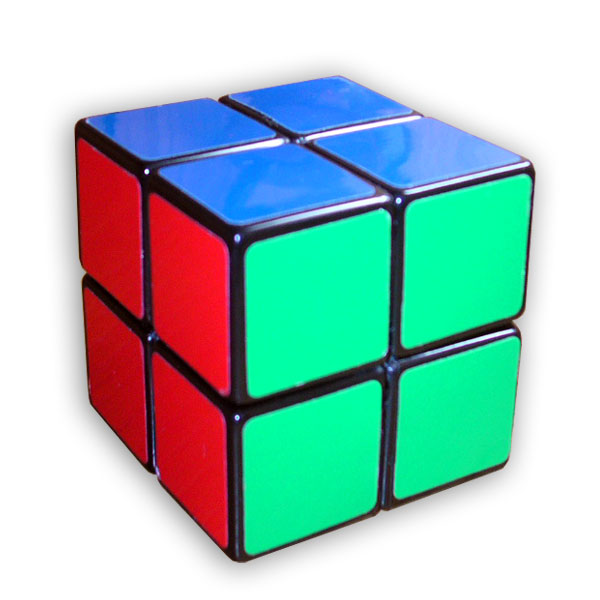
روبیک جیبی حل شده

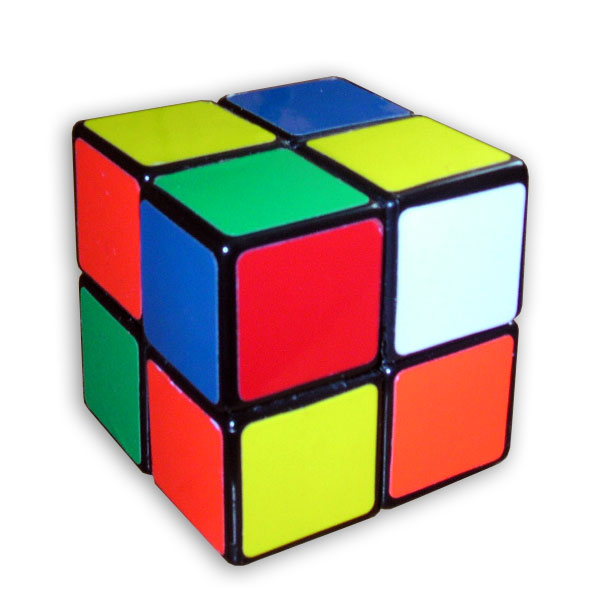
روبیک جیبی درهم ریخته

روش‌های زیادی برای حل این روبیک با توجه به شرایط متفاوت قرارگیری مکعب‌ها (تعداد این حالت‌ها برابر ۳۶۷۴۱۶۰ حالت است) وجود دارد. اما بهترین روش‌های حل عبارت‌اند از:
Stern-Sun (SS), Erik-Gunnar (EG) و روش معروف CLL. مبتدیان زیادی این روبیک را با روش ۳×۳×۳ حل می‌کنند. 

## رکوردها
رکورد داران روبیک ۲×۲×۲ در جهان این افراد هستند (میانگین پنج بار حل):
| نام                 | زمان میانگین به ثانیه | سال  |
| ------------------- | --------------------- | ---- |
| Zayn Khanani        | ۱٫۱۳                  | ۲۰۲۱ |
| Martin Vædele Egdal | ۱٫۲۱                  | ۲۰۱۸ |
| Will Callan         | ۱٫۲۳                  | ۲۰۱۹ |
| Jiazhou Li          | ۱٫۲۵                  | ۲۰۱۹ |
| Sky Guo             | ۱٫۲۹                  | ۲۰۲۱ |